# 卡爾十二世
卡爾十二世（瑞典語：Karl XII，1682年6月17日—1718年11月30日）或查理十二世，是瑞典在大北方戰爭時期的國王，18世紀初期著名的軍事統帥，終身未婚。在位期間，其因為過度的軍事遠征，導致先勝後敗，最終輸給俄國的人海戰術和寒冬，瑞典由北歐霸主衰退為二流國家。雖然伏爾泰讚揚他為軍事天才與偉大英雄，但也有相反的評價認為他是瘋狂的惡霸與嗜血的好戰者；有的學者稱其為「18世紀初的小拿破崙」，表示他和拿破崙高度相似，都具有軍事天才的能力與征俄失敗的命運。

## 生平

### 大北方戰爭
卡爾十二世於1697年即位，時年十五歲，因為他年少即位，所以波羅的海的周邊國家欲藉此機會挑戰瑞典在三十年戰爭後所樹立的霸權，因此俄國便與波蘭立陶宛聯邦、薩克森及丹麥結為同盟，並向瑞典宣戰。
戰事初期，卡爾十二世帶領瑞典軍隊成功阻截侵略軍，並四處獲勝，連敗丹麥、俄國、波蘭。1706年後他成功反攻至薩克森與波蘭境內，逼使波蘭國王奧古斯特二世在兵臨城下時退位。但不久後便因勝利而沖昏了頭腦，親率大軍進攻俄國，深入俄國境內，在1709年遇到極冷的冬季，大敗給練兵有成的俄軍，軍隊潰散。其後他逃至鄂圖曼土耳其尋求協助，可惜土耳其在第三次俄土戰爭爆發後不久便因為遭到收買而與俄國議和。俄軍隨即進攻瑞典，並節節勝利，卡爾十二世沒有辦法，只得在1714年與俄國議和，大北方戰爭暫時停止。

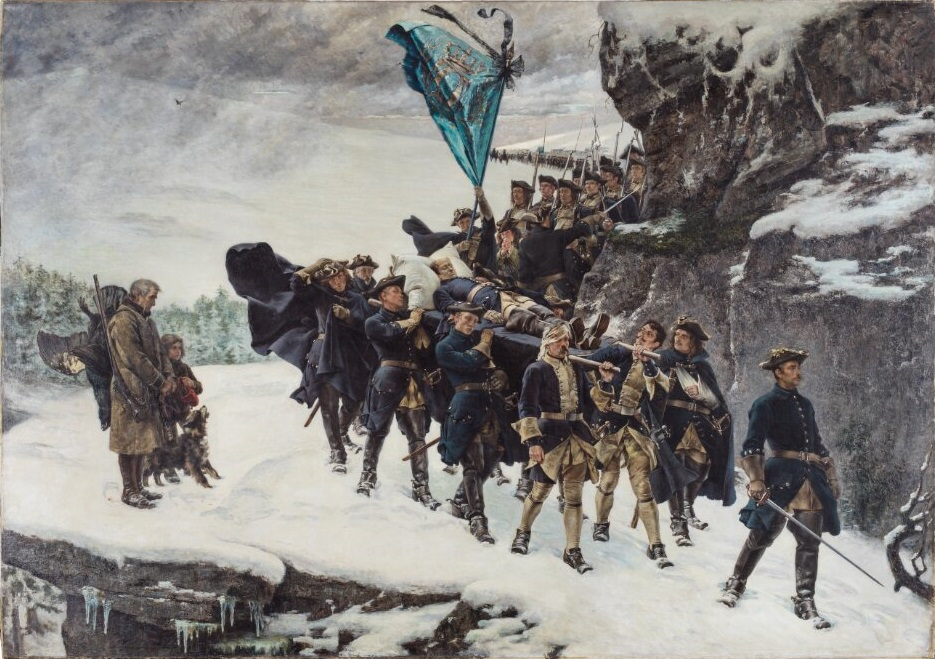
卡爾十二世的遺體運回瑞典的情景

### 侵挪戰爭
在與俄國議和期間，卡爾十二世在1716年親率軍入侵挪威，以補償瑞典在大北方戰爭裡的損失，可是他在1718年在圍攻腓特烈史登時，在己方的戰壕裡陣亡，得年36歲。瑞典軍隊因此陣腳大亂，只得草草結束對挪戰事。而俄國亦乘此機會重啟戰端，並在厄塞爾海戰和克琅加姆島海戰裡重創瑞典艦隊，瑞典再無力抵抗，只得與俄國簽訂尼斯塔德條約，從此失去強國地位，而俄國則一躍成為歐洲列強之一。

## 其他成就
除了作為一個君主，卡爾十二世亦對科學與數學頗感興趣，但必須對他對外擴張的戰爭有所作用。舉例來說，他對八進制的發明有所貢獻，因為所有立方體均可作為火炮的原材料。